# Populus ningshanica
Populus ningshanica là một loài thực vật có hoa trong họ Liễu. Loài này được C. Wang & S.L. Tung miêu tả khoa học đầu tiên năm 1979.